# Andrej Sekera
Andrej Sekera, född 8 juni 1986 i Bojnice, Tjeckoslovakien, är en slovakisk professionell ishockeyspelare som spelar för Dallas Stars i NHL.
Han har tidigare spelat på NHL-nivå för Edmonton Oilers, Los Angeles Kings, Carolina Hurricanes och Buffalo Sabres och på lägre nivåer för HC Slovan Bratislava i KHL, Bakersfield Condors och Rochester Americans i AHL, HC Dukla Trenčín i Extraliga samt Owen Sound Attack i OHL.

## Klubblagskarriär

### NHL

#### Buffalo Sabres
Sekera draftades i tredje rundan i 2004 års draft av Buffalo Sabres som 71:a spelare totalt.

#### Carolina Hurricanes
Sekera tradades den 1 juli 2013 till Carolina Hurricanes i utbyte mot Jamie McBain och ett val i andra rundan i NHL-draften 2013 (J.T. Compher).

#### Los Angeles Kings
Den 25 februari 2015 tradades han till Los Angeles Kings i utbyte mot Roland McKeown och ett val i första rundan i NHL-draften 2016 (Julien Gauthier).

#### Edmonton Oilers
Sekera skrev som free agent på ett sexårskontrakt med Edmonton Oilers den 1 juli 2015.
Den 30 juni 2019 köpte man ut honom ur kontraktet.

#### Dallas Stars
Den 1 juli 2019 skrev han på ett ettårskontrakt värt 1,5 miljoner dollar med Dallas Stars.

## Landslagskarriär
Sekera har representerat Slovakiens herrlandslag i ishockey för vilka han spelat tre VM och OS-turneringar.

## Statistik
| 2003–2004  | HK Dukla Trencin     | Extraliga  | 3   | 0  | 0   | 0   | 2   | —  | — | —  | —  | —  |
| 2004–2005  | Owen Sound Attack    | OHL        | 51  | 7  | 21  | 28  | 18  | 6  | 0 | 4  | 4  | 4  |
| 2005–2006  | Owen Sound Attack    | OHL        | 51  | 21 | 34  | 55  | 54  | 11 | 5 | 8  | 13 | 9  |
| 2006–2007  | Buffalo Sabres       | NHL        | 2   | 0  | 0   | 0   | 2   | —  | — | —  | —  | —  |
|            | Rochester Americans  | AHL        | 54  | 3  | 16  | 19  | 28  | —  | — | —  | —  | —  |
| 2007–2008  | Buffalo Sabres       | NHL        | 37  | 2  | 6   | 8   | 16  | —  | — | —  | —  | —  |
|            | Rochester Americans  | AHL        | 40  | 2  | 15  | 17  | 22  | —  | — | —  | —  | —  |
| 2008–2009  | Buffalo Sabres       | NHL        | 69  | 3  | 16  | 19  | 22  | —  | — | —  | —  | —  |
| 2009–2010  | Buffalo Sabres       | NHL        | 49  | 4  | 7   | 11  | 6   | 6  | 0 | 0  | 0  | 7  |
| 2010–2011  | Buffalo Sabres       | NHL        | 76  | 3  | 26  | 29  | 34  | 2  | 1 | 0  | 1  | 4  |
| 2011–2012  | Buffalo Sabres       | NHL        | 69  | 3  | 10  | 13  | 18  | —  | — | —  | —  | —  |
| 2012–2013  | Buffalo Sabres       | NHL        | 37  | 2  | 10  | 12  | 4   | —  | — | —  | —  | —  |
|            | HC Slovan Bratislava | KHL        | 25  | 3  | 9   | 12  | 8   | —  | — | —  | —  | —  |
| 2013–2014  | Carolina Hurricanes  | NHL        | 74  | 11 | 33  | 44  | 20  | —  | — | —  | —  | —  |
| 2014–2015  | Carolina Hurricanes  | NHL        | 57  | 2  | 17  | 19  | 8   | —  | — | —  | —  | —  |
|            | Los Angeles Kings    | NHL        | 16  | 1  | 3   | 4   | 6   | —  | — | —  | —  | —  |
| 2015–2016  | Edmonton Oilers      | NHL        | 81  | 6  | 24  | 30  | 12  | —  | — | —  | —  | —  |
| 2016–2017  | Edmonton Oilers      | NHL        | 80  | 8  | 27  | 35  | 18  | 11 | 1 | 2  | 3  | 2  |
| 2017–2018  | Edmonton Oilers      | NHL        | 36  | 0  | 8   | 8   | 6   | —  | — | —  | —  | —  |
| 2018–2019  | Edmonton Oilers      | NHL        | 24  | 0  | 4   | 4   | 6   | —  | — | —  | —  | —  |
|            | Bakersfield Condors  | AHL        | 5   | 0  | 2   | 2   | 2   | —  | — | —  | —  | —  |
| 2019–2020  | Dallas Stars         | NHL        | —   | —  | —   | —   | —   | —  | — | —  | —  | —  |
| NHL totalt | NHL totalt           | NHL totalt | 707 | 45 | 191 | 236 | 178 | 19 | 2 | 2  | 4  | 13 |
| AHL totalt | AHL totalt           | AHL totalt | 99  | 5  | 33  | 38  | 52  | —  | — | —  | —  | —  |
| OHL totalt | OHL totalt           | OHL totalt | 102 | 28 | 55  | 83  | 72  | 17 | 5 | 12 | 17 | 13 |